# História Geral da África
História Geral da África (HGA) é uma coleção de 8 volumes construídos por um longo projeto iniciado pela UNESCO desde 1964 até o presente a pedido dos países da comunidade africana como também de comunidades descendentes de africanos em outros continentes.

## Histórico
A Conferência Geral de 1964 da UNESCO, durante a sua 13 ª Sessão, encarregou a Organização para empreender esta iniciativa após os recém independentes Estados Membros africanos expressaram um forte desejo de recuperar sua identidade cultural, para corrigir a ignorância generalizada sobre a história de seu continente, e para se libertar da preconceitos discriminatórios.

### Construção da obra
A primeira fase iniciada em 1964 e concluída em 1999, consistiu em escrever e publicar os oito volumes que destacam o patrimônio comum dos povos de África. Nessa primeira fase, a coleção foi traduzida e publicada em diversos idiomas incluindo o português. Uma segunda fase começou em 2009, centra-se na elaboração dos currículos de história e materiais pedagógicos e acadêmicos para currículos de ensino com base dos oito volumes da coleção e  também a respeito da promoção do uso e da harmonização do ensino desta coleção em instituições de ensino superior em todo o continente.
Os trabalhos do Comitê Cientifico Internacional para a Redação da História Geral da África também fundamentou parcerias internacionais visando à aplicação destes materiais nas escolas da África e da Diáspora, ou seja, nos continentes com forte descendências de africanos escravizados pelo colonialismo europeu.
Foi traduzida para o árabe, francês, espanhol, inglês e outros.

### Autores
Os trabalhos foram liderados pelo Comitê Científico Internacional da UNESCO para a Redação da História Geral da África, um colegiado formado por 39 especialistas, dois terços deles africanos, ao todo a realização da coleção contou com mais de 350 especialistas entre historiadores, antropólogos, filósofos e políticos, por exemplo, Joseph Ki-Zerbo, Cheikh Anta Diop,Theophile Obenga, Ali Mazrui, Gamal Mokhtar, Bethwell A. Ogot.
| “ | ...obra, que reúne em oito volumes uma história do continente contada a partir da visão africana e sem o eurocentrismo que predomina na historiografia da região. A coleção foi publicada originalmente em inglês e francês, a partir da década de 1980. | ” |

### Objetivos
O objetivo do projeto  é a reinterpretação adequada e escrita de histórias africanas e demonstrar a contribuição das culturas africanas passadas e presentes para a história da humanidade em geral.

## Versão em português
A versão em língua portuguesa foi realizada durante a primeira fase dos trabalhos, e já no início dos anos de 1990, contávamos com uma versão em língua portuguesa editada pela UNESCO em parceria com a editora Ática. Uma revisão, atendendo ao acordo ortográfico foi iniciada em 2007,  empreendida pelo Ministério da Educação do Brasil, na gestão do ministro Fernando Haddad, em parceria entre a Representação da UNESCO no Brasil, e a Universidade Federal de São Carlos (UFSCar). Trecho do texto de apresentação da edição em português:

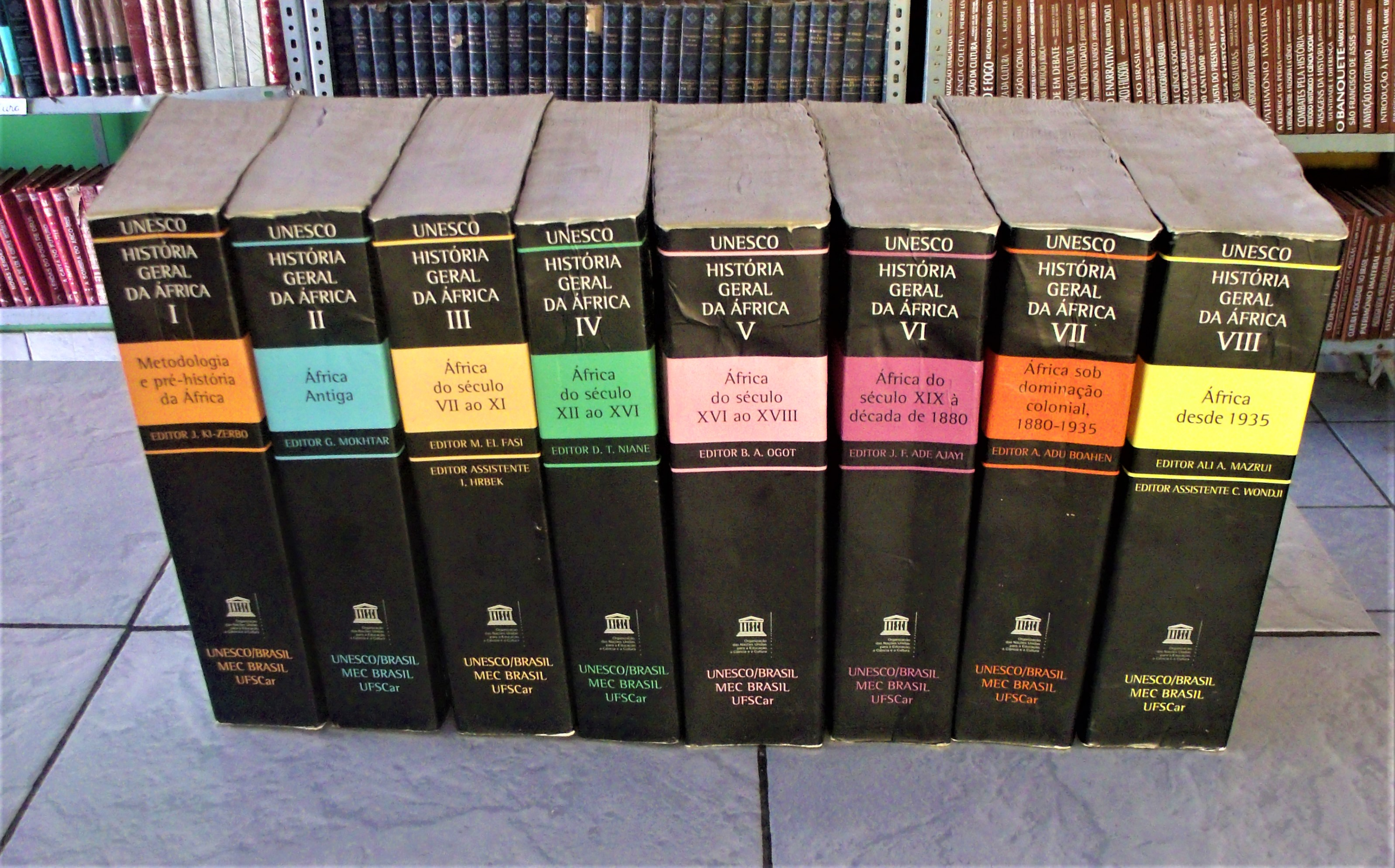
Os oito exemplares da edição em língua portuguesa numa biblioteca pública no Piauí.

| “ | Esta coleção traz à luz tanto à unidade histórica da África quanto suas relações com outros continentes, sobretudo, as Américas e Caribe. Durante muito tempo, as manifestações de criatividade dos descendentes de africanos nas Américas foram isolados por certos historiadores num agregado heteróclito de africanismos. Desnecessário dizer que tal não é a atitude dos autores desta obra. Aqui a resistência dos escravos deportados para as Américas, a “clandestinidade” politica e cultural, a participação constante e maciça dos descendentes de africanos nas primeiras lutas pela independência, assim como nos movimentos de libertação nacional, são entendidas em sua real significação: foram vigorosas afirmações de identidades que contribuíram para forjar o conceito universal de Humanidade. . | ” |

- Volume 1
- Volume 2
- Volume 3
- Volume 4
- Volume 5
- Volume 6
- Volume 7
- Volume 8
- Volume 10

Em dezembro de 2023, a UNESCO publicou a nova "Coleção História Geral da África: novos volumes IX, X & XI" com o intuito de promover discussões mais amplas sobre a ideia de uma “negritude global”, a partir da diáspora africana e suas dispersões pelo mundo. Intitulado "A África e as suas diásporas no mundo" o volume busca abordar as experiências de africanos e afrodescendentes em escala global e desconstruir a visão imperialista imposta as tais comunidades. A pesquisadora brasileira Vanicléia Silva Santos, referência internacional em estudos africanistas, foi a primeira editora mulher de um livro da coleção, afirma:
"Atualmente, os Estados Unidos definem a agenda e o conceito de diáspora no mundo. Este é realmente um projeto revolucionário, pois quebra com esse pensamento, afinal o Brasil é o local da maior diáspora africana do mundo. Com nossa expertise, conseguimos desvincular a história da diáspora da escravidão. Documentos mostram africanos saindo de Moçambique e sendo embaixadores na China no século 6" 
A proposta do volume mais recente é incorporar os processos coloniais ocorridos no continente africano dentro de seus próprios termos e categorias, como forma de preencher uma lacuna considerável de informações sobre a história do continente africano e suas implicações e reverberações dentro e fora de África.